# Korea Exchange

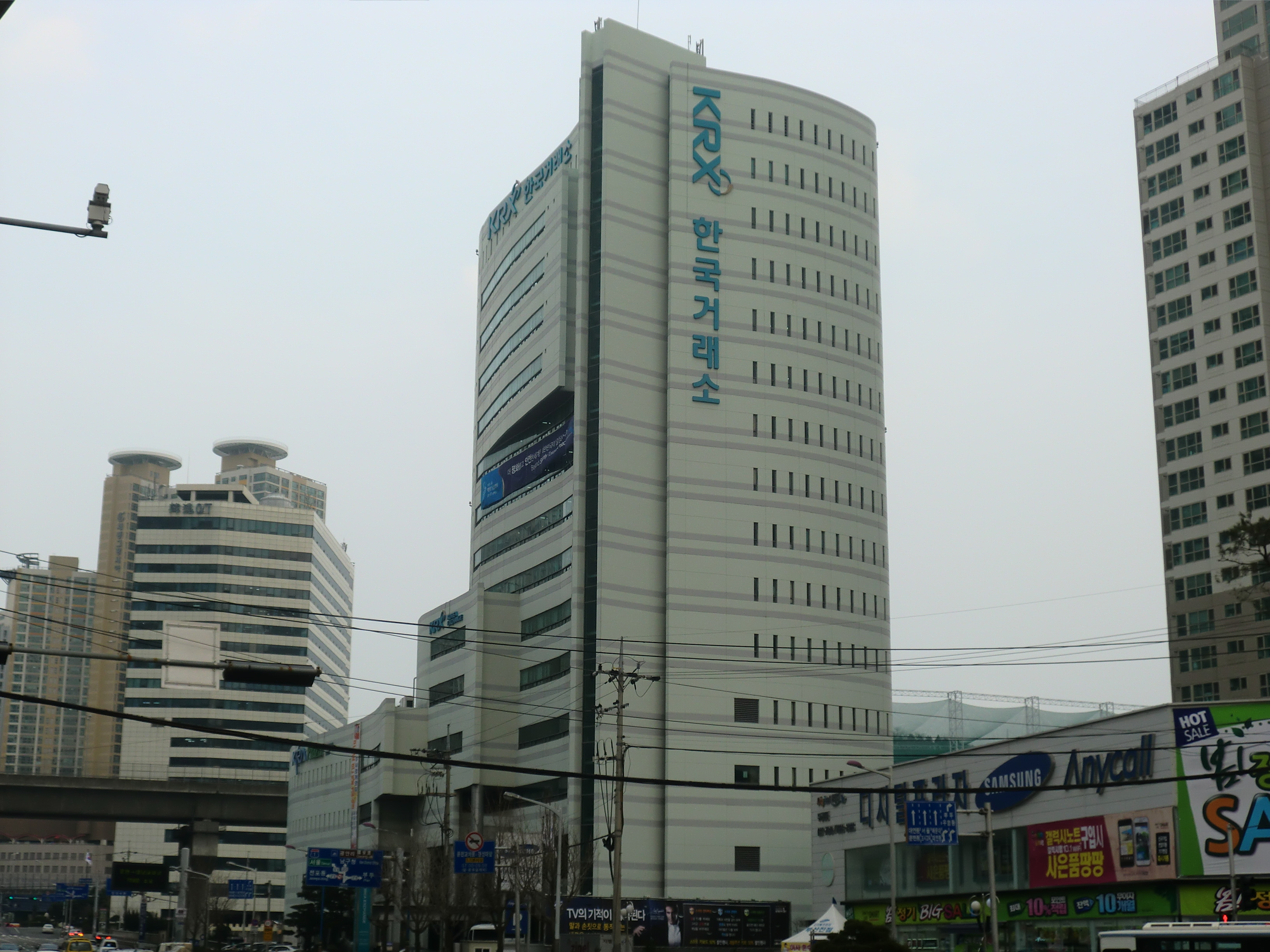
Sitz der Korea Exchange in Busan

Die Korea Exchange (KRX) ist die Börse Südkoreas, die im Jahr 2005 aus der Fusion der Korea Stock Exchange, der Korea Futures Exchange und des KOSDAQ entstanden ist.

## Geschichte
Die Korea Exchange entstand im Jahr 2005 durch die Integration der Korea Stock Exchange (KSE), der Korea Futures Exchange und des KOSDAQ Stock Market gemäß dem Korea Stock & Futures Exchange Act. Die Wertpapier- und Derivatemärkte der früheren Börsen sind nun Geschäftsbereiche der Korea Exchange: die Stock Market Division, KOSDAQ Market Division und Derivatives Market Division.
Im November 2006 unterzeichneten das kambodschanische Wirtschafts- und Finanzministerium und die Korea Exchange eine Absichtserklärung zur Entwicklung des Wertpapiermarktes in Kambodscha.
Im März 2009 unterzeichneten die königliche Regierung Kambodschas und die Korea Exchange eine Joint-Venture-Vereinbarung „zur Gründung einer Börse (The Cambodia Securities Exchange Co., Ltd)“. Die kambodschanische Wertpapierbörse wurde dann am 23. Februar 2010 gegründet. Das kambodschanische Wirtschafts- und Finanzministerium hält 55 % des Stammkapitals und die KRX die restlichen 45 %.
Für die Eröffnen seiner Börse holte sich Laos technische und finanzielle Unterstützung aus Südkorea, die Korea Exchange hält seit der Eröffnung am 11. Januar 2011 49 % an der LSX.
Am 22. Mai 2015 schloss sich die Korea Exchange im Rahmen einer Veranstaltung in Anwesenheit des UN-Generalsekretärs Ban Ki-moon sowie hochrangiger Vertreter von UN Global Compact und UNCTAD der Sustainable Stock Exchanges Initiative an.

## Hintergründe
Im August 2017 waren auf der Korea Exchange rund 2.094 Unternehmen mit einer kumulierten Marktkapitalisierung von rund $1,5 Billionen notiert. Mit monatlich über 250 Millionen gehandelten Kontrakten ist die Korea Exchange, neben der Eurex und der Chicago Mercantile Exchange (CME), zudem eine der weltweit größten Derivatebörsen.

## Indizes
Der Korea Composite Stock Price Index (KOSPI) ist die Index-Familie der Koreanischen Börse. Außerdem gibt es den KOSDAQ nach Vorbild des US-amerikanischen NASDAQ.

## Mitgliedschaften
Die Börse ist Mitglied in:
- World Federation of Exchanges[6]
- Asian and Oceanian Stock Exchanges Federation
- Sustainable Stock Exchanges Initiative